# Tuchowicze
Tuchowicze (biał. Тухавічы; ros. Туховичи) – wieś na Białorusi, w obwodzie brzeskim, w rejonie lachowickim, w sielsowiecie Ostrów.

## Historia
Tuchowicze w 1589 zostały nadane jezuitom nieświeskim przez Mikołaja Krzysztofa Radziwiłła Sierotkę. Po kasacie zakonu pod koniec XVIII w. dobra te przypadły Potockim. W wyniku III rozbioru Polski znalazły się w granicach Rosji. Do XIX w. w Tuchowiczach istniała parafia katolicka. Przy wsi znajdował się folwark o tej samej nazwie. 
W dwudziestoleciu międzywojennym leżały w Polsce, w województwie nowogródzkim, w powiecie baranowickim, w gminie Krzywoszyn. W 1921 miejscowość liczyła 387 mieszkańców, zamieszkałych w 78 budynkach, w tym 271 Białorusinów i 116 Polaków. 367 mieszkańców było wyznania prawosławnego i 20 rzymskokatolickiego.
Po II wojnie światowej w granicach Związku Sowieckiego. Od 1991 w niepodległej Białorusi.

## Warunki naturalne
Tuchowicze leżą wśród poleskich lasów. Jeszcze pod koniec XIX w. opisywane były jako miejscowość odosobniona. W pobliżu wsi znajduje się Torfowisko Wygonowskie, z którego od 1970 prowadzone jest wydobycie torfu.

## Gospodarka
W Tuchowiczach znajduje się fabryka brykietów torfowych i torfu do kompostowania ОАО «ТБЗ Ляховичский», uruchomiona 1 lipca 1973 na podstawie uchwały Rady Ministrów ZSRS nr 937 z 30 sierpnia 1968. Obecnie firma zatrudnia 260 osób. Od początku działalności wyprodukowała 5,3 mln ton brykietów i 13 mln ton torfu.